# Tiracola rufimargo
Tiracola rufimargo är en fjärilsart som beskrevs av W. Warren 1912. Tiracola rufimargo ingår i släktet Tiracola och familjen nattflyn. Inga underarter finns listade i Catalogue of Life.